# Emily (Beverly Hills, 90210)
Emily is de dertiende aflevering van het vierde seizoen van het tienerdrama Beverly Hills, 90210, die voor het eerst werd uitgezonden op 1 december 1993.

## Verhaal
Emily is toegelaten tot een prestigieuze universiteit in Frankrijk. Ze is echter verliefd geworden op Brandon en vraagt haar kamergenoot Rosie om hem niets daarvan te vertellen. Rosie doet dit toch en Brandon vraagt haar om naar Frankrijk te gaan. Emily wil echter voor Brandon thuisblijven, maar hij overtuigt haar ervan dat het een kans is die ze niet kan laten schieten.
Brenda krijgt de hoofdrol aangeboden in een experimenteel toneelstuk. Ze kan haar geluk niet op, totdat blijkt dat ze voor de rol uit de kleren moet. Ze besluit er toch mee door te gaan, maar wil niet dat haar ouders ervoor uitgenodigd worden. Dylan is daar echter niet van op de hoogte en neemt Cindy en Jim mee. Brenda raakt in paniek en gaat uiteindelijk toch niet uit de kleren. Toch weet ze bij het publiek  via een komische act indruk te maken. De regisseur van het stuk is boos op haar, maar moet toegeven dat haar alternatief meer succes had.
Ondertussen is het de week van de ontgroening op de universiteit. Kelly moet voor haar ontgroening Dylan zoenen. Als ze hem daarom vraagt, zoent hij haar op intieme wijze. Inmiddels heeft John een grote hekel gekregen aan Steve en deze maakt het hem dan ook flink het leven zuur. Zo dwingt hij hem in vrouwenkleren  over de campus te lopen en een gesigneerde honkbal van professor Randall uit diens kantoor te stelen. John wil hiermee bewerkstelligen dat Steve een buitenbeentje wordt, maar Steve laat zich niet kennen en doet alles wat hem opgedragen wordt. Hij wordt echter wel door een bewaker betrapt als hij de honkbal steelt.
Andrea aarzelt, maar besluit het uiteindelijk met Dan uit te maken. Hierna begint ze uit te gaan met Jesse. Op hun eerste uitje komt ze erachter dat hij niet alleen een barman is, maar ook rechten studeert.

## Rolverdeling
- Jason Priestley - Brandon Walsh
- Shannen Doherty - Brenda Walsh
- Jennie Garth - Kelly Taylor
- Ian Ziering - Steve Sanders
- Gabrielle Carteris - Andrea Zuckerman
- Luke Perry - Dylan McKay
- Brian Austin Green - David Silver
- Tori Spelling - Donna Martin
- Carol Potter - Cindy Walsh
- James Eckhouse - Jim Walsh
- Joe E. Tata - Nat Bussichio
- Mark D. Espinoza - Jesse Vasquez
- Christine Elise - Emily Valentine
- Paul Johansson - John Sears
- Matthew Porretta - Dan Rubin
- Brooke Theiss - Leslie Sumner
- Melissa Christopher - Rosie O'Toole
- Robert Leeshock - Keith Christopher
- Brandon Douglas - Mike Ryan
- Melissa Fahn - Actrice in toneelstuk